# 狭川村
狭川村（さがわむら）は奈良県北部、添上郡に属していた村。現在は奈良市の東部。

## 歴史
- 1889年（明治22年）4月1日 - 町村制の施行により、添上郡 両村、東村、西村、下狭川村、広岡村が合併し添上郡狭川村が成立。
- 1957年（昭和32年）9月1日 - 田原村、大柳生村、柳生村、東里村とともに奈良市へ編入される。同日狭川村廃止。